# Angustalius malacelloides
Angustalius malacelloides là một loài bướm đêm trong họ Crambidae.